# Valkendorfs Kollegium
 Denne artikel omhandler Valkendorfs Kollegium. Opslagsordet har også en anden betydning, se Valkendorf.
Valkendorfs Kollegium i Sankt Peders Stræde i København er Nordens ældste kollegium, der kan skrive sin historie helt tilbage til den 26. februar 1589, hvor det blev grundlagt af Christoffer Valkendorf.

## Historie
Kollegiets nuværende bygning er dog fra 1865-1866 og tegnet af Kommunehospitalets arkitekt Christian Hansen. Den blev forhøjet i 1920 og er siden blevet fredet.
Der bor i dag 22 alumner på kollegiet optaget fra et bredt udsnit af universitetsstudier. Hver alumne bestrider et ansvarsområde, et såkaldt embede, som er på valg til kollegiets generalforsamling i september. Det ældste og mest prestigefyldte embede er Inspector Collegii, som deles af to alumner, der fungerer som kollegiets formænd. Embedet er første gang beskrevet i kollegiets fundats fra 16. juli 1595.
Der er ingen krav til karaktergennemsnit for optagelse på kollegiet, men som ansøger skal man være studerende ved Københavns Universitet eller Danmarks Tekniske Universitet og have bestået mindst halvandet års studier. 
Valkendorfs Kollegium drives af Københavns Universitets Kollegiesamvirke af 1983, der udover Valkendorfs Kollegium omfatter Regensen, Elers Kollegium og Borchs Kollegium.

## Kendte alumner
Adskillige kendte personer har været alumner på Valkendorfs Kollegium gennem tiden:
| - Jesper Als - Peder Kofod Ancher - Hans Bagger - Herman Bang - Steen Steensen Blicher - Peder Knudsen Blichert - Iver Brinck - Rudolph Buchhave - Ole Nicolai Bützow - Peder Christensen - Frederik Dreier - Johannes Ewald - Christian Fleischer - N.F.S. Grundtvig - Viktor Kristian Hjort - Peder Holm - Wille Høyberg - B.S. Ingemann - Frode Jakobsen - Søren Poulsen Judichær | - Jørgen Jørgensen - Peder Kylling - Otto Diderik Lütken - Oluf Münster - Jens Møller - Jens Bertel Møller - Balthasar Gebhard von Obelitz - Peder Blicher Olsen - Johan Paludan - Christen Friis Rottbøll - Henrik Jansøn Samuel - F.C. Sibbern - Benjamin Georg Sporon - Henrik Stampe - Frands Thestrup - P.K. Thorsen - Erasmus Georg Fog Thune - Frants Vilhelm Trojel - Sophus Zahle - William Christopher Zeise |  |

## Ekstern henvisning
- Valkendorfs Kollegiums hjemmeside

55°40′46.4″N 12°34′8.5″Ø / 55.679556°N 12.569028°Ø